# Macintosh 128K
Le Macintosh 128K est le premier ordinateur personnel de la famille des Macintosh lancé par Apple le 24 janvier 1984. Son boitier beige embarque un écran de 9 pouces de diagonale en plus de l'unité centrale. La machine était livrée avec un clavier et une souris. Son lancement est précédé, le 22 janvier, par la diffusion sur CBS lors du troisième quart-temps du Super Bowl XVIII du célèbre spot publicitaire 1984 réalisé par Ridley Scott.
Le prix de lancement du Mac aux États-Unis est de 2 495 $. Les ventes sont bonnes à son lancement et atteignent le nombre de 70 000 unités vendues le 3 mai 1984, avant de diminuer fortement par la suite. À l'occasion du lancement de son successeur, le Macintosh 512K, il est renommé Macintosh 128K (pour les 128 ko de mémoire vive embarquée), afin d'éviter toute confusion.

## Projet Macintosh et origine du Macintosh 128K

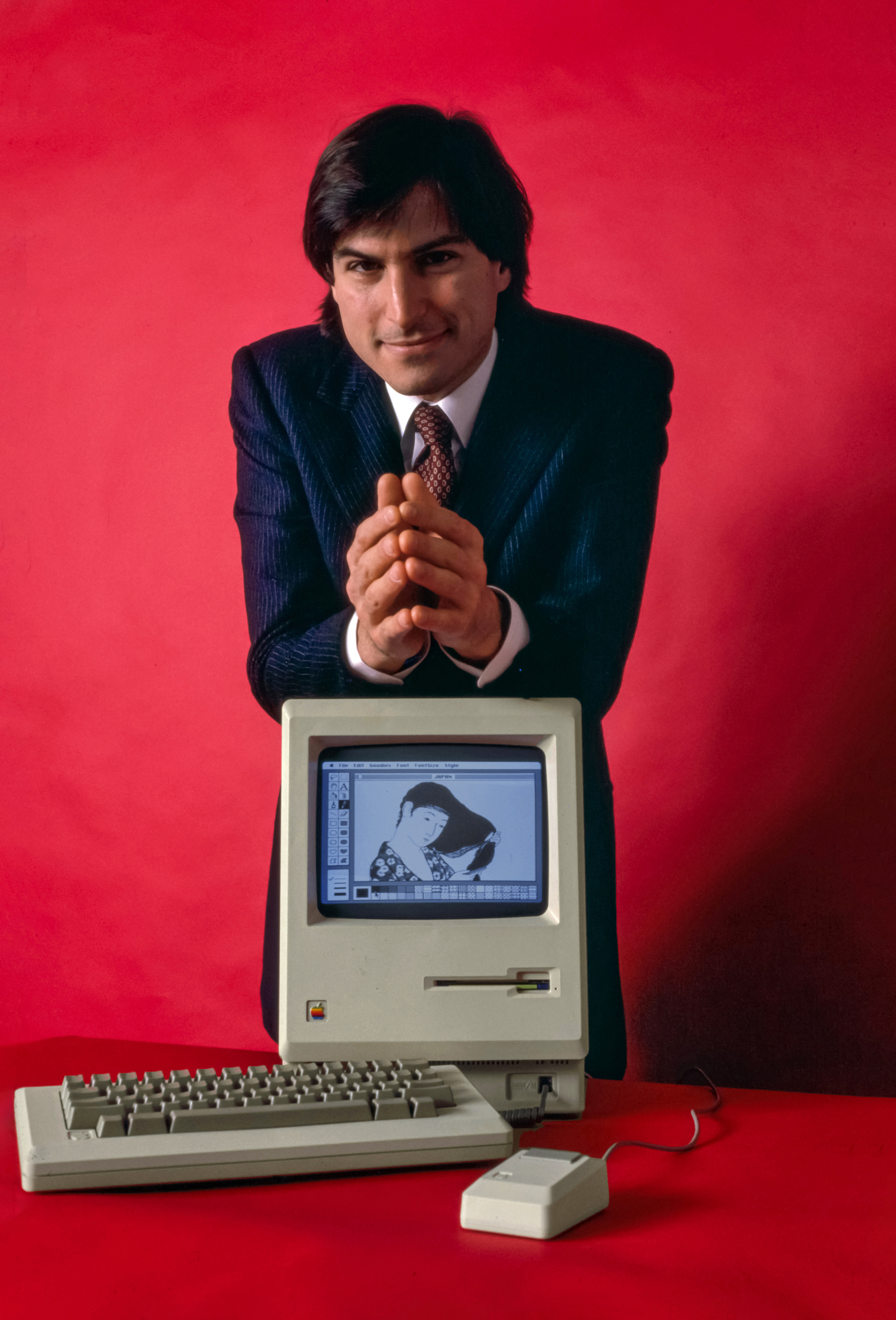
Steve Jobs posant derrière un Macintosh 128K, en janvier 1984.

Le projet Macintosh débute à la fin des années 1970. Jef Raskin, employé d'Apple depuis 1978, avait dans l'idée de créer un ordinateur simple d'utilisation et peu cher et donc accessible aux consommateurs moyens. Il présente son idée à Mike Markkula, l'un des premiers investisseurs d'Apple Computer, en mars 1979. Celui-ci lui donne son feu vert en septembre 1979 pour embaucher quelques personnes et monter une équipe au sein d'Apple, projet qui porte le nom de Macintosh, du nom de la pomme préférée de Raskin, la McIntosh. Raskin rassemble toutes les idées récoltées pour cet ordinateur dans un recueil qu'il nomme The Book of Macintosh (Le Livre du Macintosh). À la recherche d'un ingénieur pour monter un prototype de la machine, Raskin engage, sur recommandation de Bill Atkinson du projet Apple Lisa, Burrell Smith, qui, selon Atkinson, faisait un travail remarquable dans le département maintenance de l'Apple II. Au fil des années, il rassemble une grande équipe spécialisée dans le développement du Macintosh et de ses logiciels. Aux côtés de Raskin et Smith, on retrouve Atkinson, Chris Espinosa, Joanna Hoffman, George Crow, Bruce Horn, Jerry Manock, Susan Kare, Andy Hertzfeld et Daniel Kottke.

## Caractéristiques
Le Macintosh 128K était conçu pour obtenir de bonnes performances graphiques à un prix accessible pour la classe moyenne, là ou auparavant une machine à 10 000 $ était nécessaire.

### Processeur et mémoire

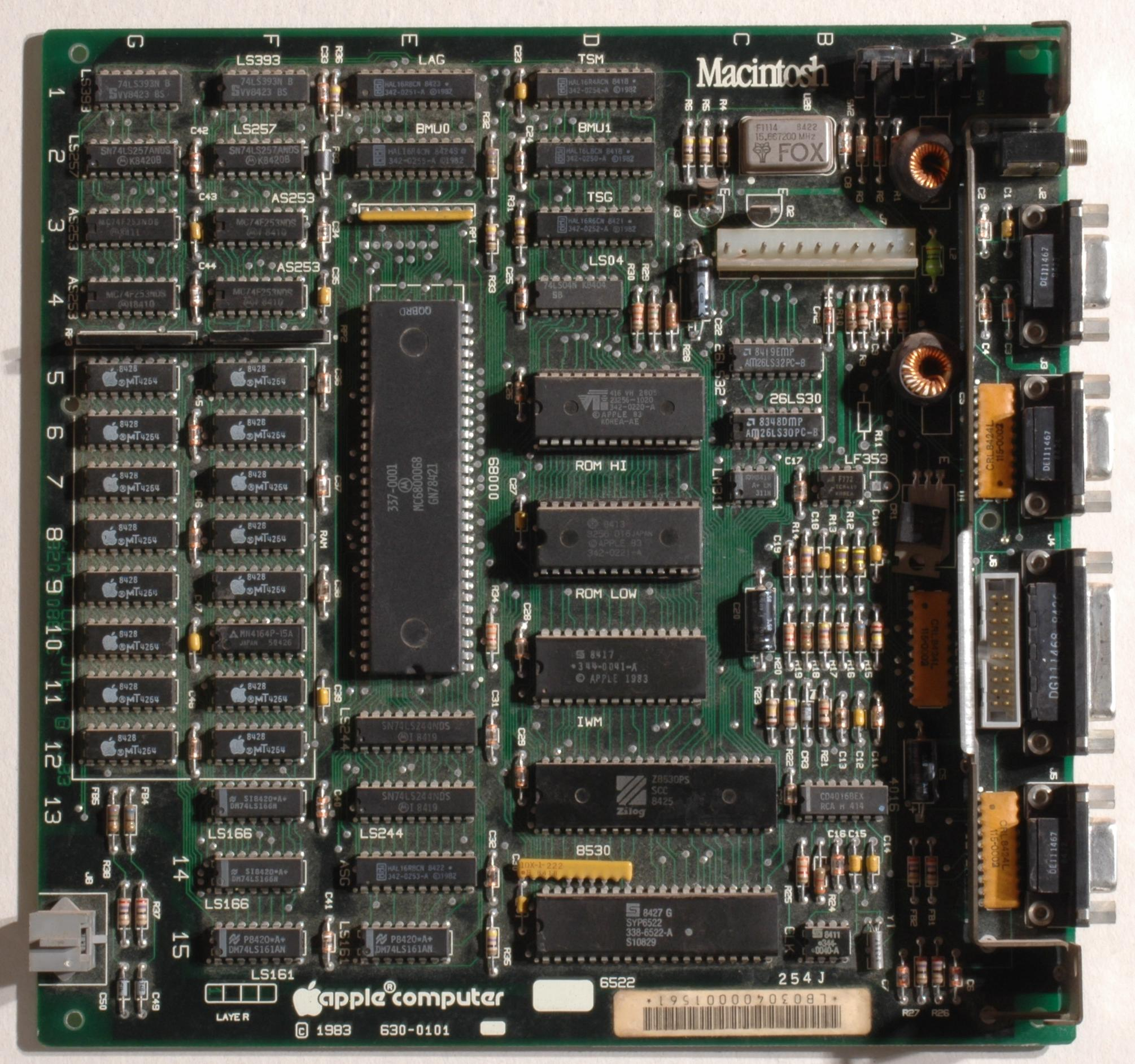
Carte mère du Macintosh.

Le Macintosh 128K est architecturé autour d'un microprocesseur Motorola 68000 cadencé à 8 MHz, connecté à 128 Kio de DRAM (non extensible) par un bus de 16 bits. Environ 16 Kio sont utilisés pour le système et 22 Kio pour l'affichage sur l'écran, laissant environ 90 Kio pour les autres applications.

### Périphériques

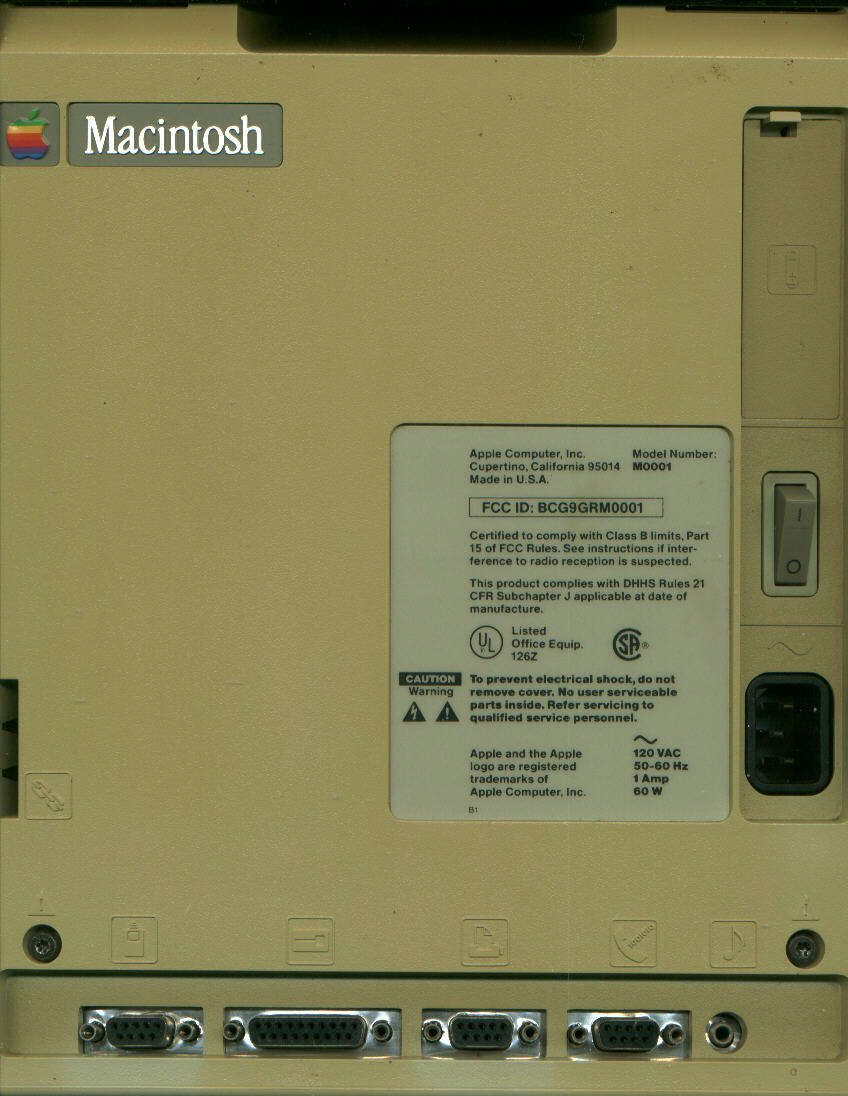
Face arrière d'un Macintosh original (absence du terme 128K sur la face arrière).

Le périphérique d'affichage intégré au boîtier est un écran CRT 1-bit noir et blanc de 9 pouces de diagonale et d'une définition de 512×342 pixels établissant la norme 72 ppp de la PAO. Deux ports séries RS-422 DE-9 standard, « modem » et « printer » sont présents à l'arrière du boitier et peuvent être utilisés pour connecter une imprimante et un modem. Un lecteur de disquette externe peut aussi être connecté par un connecteur propriétaire. Le clavier et la souris utilisent de simples protocoles propriétaires, permettant l'utilisation de périphériques tiers. Le clavier fourni par Apple ne dispose ni de touches directionnelles, ni de pavé numérique. Cependant, il existe un pavé numérique qu'il est possible d'acheter séparément. À l'instar du Apple Lisa, la souris du Macintosh ne dispose que d'un seul bouton. Des écouteurs peuvent aussi être branchés à travers le connecteur Jack.

### Stockage
Le Macintosh embarque un lecteur de disquette 3.5 pouces 400KB simple-face et ne dédie aucun emplacement pour un autre périphérique de stockage interne. N'embarquant pas de disque dur, le système doit être lancé à partir d'une ou plusieurs disquettes qui embarquent le système, les applications et les données créées par les applications. Le Macintosh External Disk Drive, un lecteur disquette externe identique à celui utilisé en interne était vendu par Apple pour 495 $. Le 128K ne supportait comme système de fichier que le Macintosh File System.

### Refroidissement
Le Macintosh 128K n'embarque aucun ventilateur. La dissipation de la chaleur est opérée grâce à un refroidissement par convection, ce qui rend l'appareil plutôt silencieux. Steve Jobs insista à l'époque pour que le Macintosh soit livré sans aucun ventilateur.

### Logiciels
Le Macintosh était livré avec le tout premier Système et le Finder, connu alors sous le nom de Système 1 (en fait en version 0.97 lors du lancement, suivi par la version 1.1). Le Macintosh 128K connut 3 améliorations des deux avant d'être retiré du marché. Apple recommande pour son utilisation, le système 2.0 et Finder 4.2 ou au plus Système 3.2 et Finder 5.3. Officiellement Système 4.0 ne fut pas supporté par le Macintosh 128K car livré sur des disquettes 800K, qu'il est incapable d'utiliser. 
Les applications MacPaint et MacWrite furent livrées avec le Mac. D'autres logiciels sont aussi disponibles tel que MacProject, MacTerminal et Microsoft Word.

### Modèles
Lors de son lancement en 1984, Apple le nomma simplement Macintosh. Avec le lancement du Macintosh 512K, le terme 128K fut ajouté pour distinguer clairement les différents modèles. Il fut alors surnommé thin mac opposé au fat Mac embarquant lui plus de ram. Bien que fonctionnant de la même manière, le Macintosh et le Macintosh 128K sont techniquement deux machines différentes. Le modèle 128K possède une carte mère revue qui s'adapte pour recevoir 128 ou 512 KiB de mémoire vive.

## Crédits

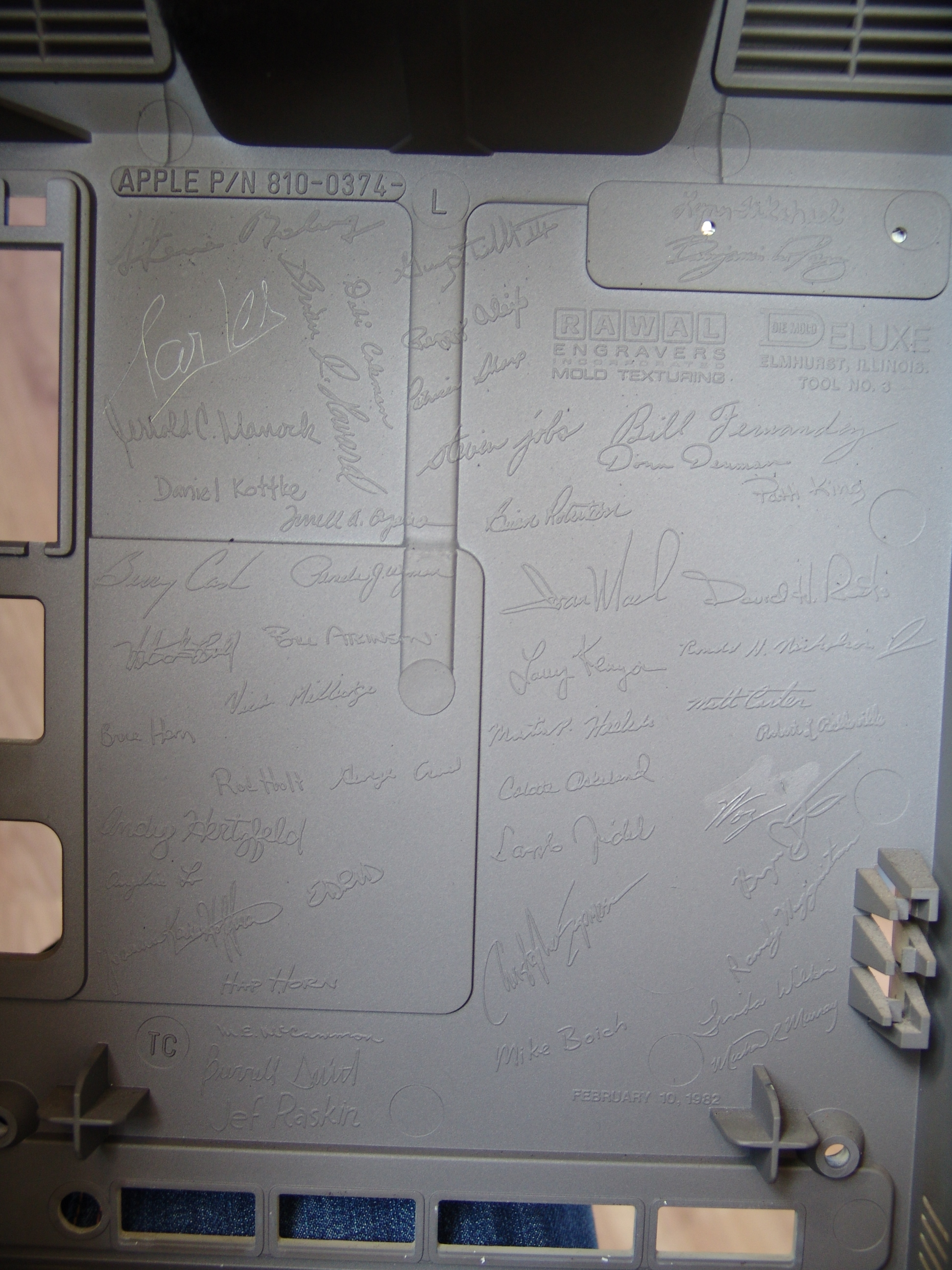
Signatures dans le boîtier du Macintosh 128K

Le Macintosh SE se distingue de ses successeurs par la présence des signatures des membres de la Macintosh Division de début 1982 moulées dans le boitier. On y retrouve les noms de Eggy Aleixo, Colette Askeland, Bill Atkinson, Steve Balog, Bob Belleville, Mike Boich, Bill Bull, Matt Carter, Berry Cash, Debbie Coleman, George Crow, Donn Denman, Christopher Espinosa, Bill Fernandez, Martin Haeberli, Andy Hertzfeld, Joanna Hoffman, Rod Holt, Bruce Horn, Hap Horn, Brian Howard, Steve Jobs, Larry Kenyon, Patti King, Daniel Kottke, Angeline Lo, Ivan Mach, Gerald Manock, Mary Ellen McCammon, Vicki Milledge, Ron Nicholson Jr, Terry Oyama, Benjamin Pang, Jef Raskin, Brian Robertson, Dave Roots, Patricia Sharp, Burrell Smith, Bryan Stearns, Lynn Takahashi, Randy Wigginton, Linda Wilkin, Steve Wozniak, Pamela Wyman, Laszlo Zidek.